# Гринбаквил (Вирџинија)
Гринбаквил (енгл. Greenbackville) насељено је место без административног статуса у америчкој савезној држави Вирџинија.

## Демографија
По попису из 2010. године број становника је 192.
| Група             | 2000.    | 2010.       |
| Белци             | 0 (0,0%) | 182 (94,8%) |
| Афроамериканци    | 0 (0,0%) | 4 (2,1%)    |
| Азијати           | 0 (0,0%) | 0 (0,0%)    |
| Хиспаноамериканци | 0 (0,0%) | 2 (1,0%)    |
| Укупно            | 0        | 192         |